# 1907
Évszázadok: 19. század – 20. század – 21. század
Évtizedek: 1850-es évek – 1860-as évek – 1870-es évek – 1880-as évek – 1890-es évek – 1900-as évek – 1910-es évek – 1920-as évek – 1930-as évek – 1940-es évek – 1950-es évek
Évek: 1902 – 1903 – 1904 – 1905 –  1906 – 1907 – 1908 – 1909 – 1910 – 1911 – 1912

## Események

### Határozott dátumú események
- február 21. – Romániában parasztfelkelés tör ki, amelyet csak áprilisban sikerül leverni.[1]
- március 11. – Szófiában meggyilkolják Dimitar Petkov miniszterelnököt.[2]
- május 2. – A magyar minisztertanács elfogadja a vasúti szolgálati szabályzat ún. „horvát paragrafusát”, melynek értelmében a vasutasok számára kötelező a magyar nyelv tudása. (A vasúti szabályzat elleni harc a horvát politika sarkalatos pontjává válik.)[3]
- május 26. – Az Egyesült Államokban megalakítják a kivándorolt, mintegy félmilliónyi szlovákság szervezeteit összefogó Szlovák Ligát.[4]
- június 22. – A bécsi birodalmi gyűlésben a cseh polgári pártok 84 képviselője közös cseh Nemzeti Klubot hoz létre. (A klub létszáma november 22-én 65 főre csökken.)[4]
- június 26.
  - Lemond Teodor Pejačević horvát bán és az autonóm kormány, a horvát–szerb koalíció ellenzékbe vonul.[3]
  - Az új horvát bán Rakodczay Sándor.[5]
- július 1. – A magyar országgyűlés elfogadja a lex Apponyi néven ismertté vált 1907. évi XVI. és XVII. törvényt, az állami iskolai tanítók fizetését, illetve a nem magyar tannyelvű népiskolák jogviszonyát, s az ott tanítók fizetését szabályozó, az iskolai magyarosítás eszközeként használt rendeletet, miután a tervezett nemzetiségi obstrukció és a tömeges tiltakozások eredménytelenek.[4]
- augusztus 1–8. – Az angliai Brownsea Island-en tartott tábor jelenti a cserkészet megalapítását.
- augusztus 29. – Összeomlik a Nagy-tavakat az Atlanti-óceánnal összekötő Szent Lőrinc-folyó fölött a tartományi főváros, Québec City és a túlparti Lévis közti acélhíd. (A katasztrófában 75-en vesztették az életüket. Kora leghosszabb acélszerkezetű hídjának összeomlását a tervezési hiba mellett az okozta, hogy nem volt megfelelő az építkezés szakmai irányítása.)[6]
- október 27. – A Liptó vármegyei Csernova községben 14 halálos áldozattal jár a brutális csendőri beavatkozás. A helybeliek az ellen tiltakoznak, hogy Andrej Hlinka rózsahegyi plébános, a falu szülötte helyett más lelkésszel akarják felszentelni a falu új templomát. (Az eset tiltakozó hullámot vált ki Csehországban, de elítélik a bécsi parlamentben, és az európai sajtó is tudósít róla.)[4][7]
- október 31. –  Választások Crna Gorában. (Az ellenzéki Nemzeti Párt nem jut be a skupštinába.)[3][8]
- december 12. – A király feloszlatja a horvát országgyűlést, mert nem éledt újjá kormányképes magyarbarát párt.[3]

### Határozatlan dátumú események
- október
  - Kitör az 1907-es amerikai bankpánik.
- az év folyamán –
  - Az eszperantó megreformálásával létrejön az Ido nyelv.
  - A Hawaii Egyetem alapítása.[9]
  - Új-Zéland brit birodalmi domíniummá válik.
  - Giesswein Sándor vezetésével megalakul az Országos Keresztényszocialista Párt.
  - Magyarországon törvények születnek az ipari és kereskedelmi alkalmazottak betegségi és baleset-biztosításáról, a tanítók jogviszonyáról és javadalmazásáról, a magyar nyelv oktatásáról, a gazda és a cselédek közötti jogviszonyról.
  - Megjelenik Malonyai Dezső „A magyar nép művészete” című ötkötetes munkája.
  - Galamb József megtervezte a híres Ford T modellt, amely forradalmasította az autógyártást és amelyből az 1907 utáni két évtizedben több mint 15 millió darabot adtak el.
  - Radikális lengyel parasztcsoportok megjelentetik „Zaranie” (Hajnal) című kiadványukat, melyben síkraszállnak a falvaknak az egyház befolyása alól történő kivonása és a földbirtokok felosztása mellett.[10]
  - Az osztrák kormányzat Galíciában bevezeti az általános, titkos választási rendszert. (Az első választásokon a Lengyel Néppárt győz. A lengyel nemzeti demokraták Stanisław Glgbiński lwówi (lembergi) egyetemi professzor vezetésével 16 mandátumot szereznek a parlamentben.)[10]
  - Létrehozzák a legális Lengyel Demokrata Társaságot, melyben a kispolgári és dzsentrielemek vannak többségben.[10]
  - Az orosz kormányzat egy tisztán lengyelek lakta területet csatol Oroszországhoz. (Az országos felháborodás hatására a terület tényleges elcsatolása csak 1912-ben történik meg.)[10]

## Az év témái

### 1907 az építészetben
- Árkay Aladár tervei alapján elkészül Pesten a Városligeti út 5-7. alatt a fasori református templom.
- Magyar Ede tervei alapján Szegeden megépül a Reök-palota, mely ma a Városi Képtár otthonául szolgál.
- Zielinski Szilárd építészmérnök tervei alapján megépül a Hosszúvölgyi viadukt.
- Nagyváradon megkezdődik a Fekete Sas palota építése Komor Marcell és Jakab Dezső tervei alapján, Sztarill Ferenc kivitelezésében.
- A nagykőrösi református templom Sándy Gyula és Foerk Ernő tervei alapján elnyeri mostani alakját, a város összképét igen meghatározó jellegzetes formáját.
- Láng Adolf építész tervei alapján megépül a pécsi Városháza.
- Pogány Móric legismertebb műve a Batthyány-örökmécses Budapest V. kerületében. A tervpályázatot 1907-ben nyerte meg; az emlékmécsest 1926-ban állították fel.
- Marosvásárhelyen megépül a jelenlegi Orvosi és Gyógyszerészeti Egyetem épülete, valamint az egykori Gróf Széchenyi István Műszaki Egyetem épülete.
- Cegléden ifj. Nagy István tervei alapján megépül az egykori Czeglédi Ipar és Kereskedelmi Bank épülete, amely ma az ország leggazdagabb Kossuth-gyűjteményének ad otthont.
- Csernáton kettős bolthajtású kőhídja, ma műemlék.
- Ungváron megnyílik az egykori Drámai Színház.
- Épül a Casa Milà és a Casa Batlló Barcelonában, Antoni Gaudí tervei alapján.

### 1907 a festészetben
- Georges Braque: A nagy akt.
- Csontváry Kosztka Tivadar megfesti a Magányos cédrus és a Zarándoklás a cédrushoz Libanonban című képeit.
- Raoul Dufy: Július 14.
- Vaszilij Kandinszkij megfesti a Színes élet című képét (tempera).
- Gustav Klimt megkezdi a Danae és a Csók festését.
- Henri Matisse: Bőség, nyugalom, gyönyör.
- Pablo Picasso megfesti az Avignoni kisasszonyok című kubista képet.
- Rippl-Rónai József megfesti az Apám és Piacsek bácsi vörösbor mellett című olajfestményét és A körtvélyesi kastélyt.
- Henri Rousseau a naiv festészet elindítója megfesti A kígyóbűvölő nő című képét.

### 1907 a filmművészetben
- Kísértet a szállodában, rendezte: James Stuart Blackton
- Ben Hur, rendezte: Sidney Olcott
- 20000 mérföld a tenger alatt Georges Méliès

### 1907 az irodalomban
- Megjelenik Ady Vér és arany című kötete.
- Mikszáth Kálmán befejezi A Noszty fiú esete Tóth Marival című regényét.
- Megjelenik Molnár Ferenc A Pál utcai fiúk című regénye.
- Megjelent Kosztolányi Dezső első verseskötete, a Négy fal között.
- Megjelenik Rainer Maria Rilke Új versek című kötete

### 1907 a sportban
- Megalakult a Magyar Egyetemi - Főiskolai Sportszövetség (MEFS)

### 1907 a szobrászatban
- Október 13-án fényes ünnepség keretében, a Pécsi Országos Ipari és Mezőgazdasági Kiállítás nagyszabású rendezvénysorozatának zárásaként avatták fel a Zsolnay Vilmost ábrázoló bronzszobrot, Horvay János és Apáti Abt Sándor munkáját.

### 1907 a tudományban
- Megjelenik Budapesten Kosutány Tamás könyve, A magyar búza és a magyar liszt a gazda, molnár és sütő szempontjából címmel, melyben hat év kutatómunkájának eredményét összegzi, s egyúttal megállapítja, hogy a magyar búza sikértartalma általában meghaladja a legtöbb külföldi búzáét.
- Az Amerikai Egyesült Államokban géppel kezdik fújni az üvegpalackokat.
- Alois Alzheimer német ideggyógyász elsőként írja le az Alzheimer-kórt.
- Az umami ízét kiváltó mesterséges adalékanyag, a nátrium-glutamát, amit Kikunae Ikeda fejlesztett ki a Tokyo Imperial Egyetemen.

### 1907 a vasúti közlekedésben
- április 4. – Súlyos vasúti baleset Dorozsmánál.
- augusztus 16. – I. Ferenc József szentesíti a vasúti szolgálati rendtartást szabályozó törvényt.[3]
- A MÁVAG üzembe állítja az első TV osztályú, a későbbi 375-ös sorozatú mellékvonali univerzális gőzmozdonyt.

### 1907 a zenében
- május 12. – Budapesten felavatják a Zeneakadémia új épületét.
- október 2. – Budapesten az operaházban lép fel Enrico Caruso világhírű olasz operaénekes.
- Budapesten átadják a Zeneakadémia új épületét. A kibővített intézménybe felkérik tanárnak Bartók Bélát és Kodály Zoltánt is.
- Maurice Ravel megkomponálja a Spanyol rapszódiát.
- Bárány Dezső hegedűkészítő mester saját műhelyében kezdi kopírozni a régi mesterhegedűket (Stradivarius, Guarneri, Guadagnini, Zanoli), az egyedülálló lakktalálmánya segítségével.
- Kossuth Ferenc kereskedelemügyi miniszter engedélyezi a Postás Zenekar alapítását és ezzel megalakul a mai Matáv Szimfonikus Zenekar jogelődje.
- Megjelenik Schunda V. József A czimbalom története című könyve.

## Születések
- január 12. – Szergej Pavlovics Koroljov mérnök, rakétatervező, a szovjet űrprogram egyik irányítója († 1966)
- január 15. – Kolozsvári Grandpierre Emil író, műfordító, kritikus († 1992)
- január 18. – Ferencsik János karmester († 1984)
- január 20. – Roy Welensky, a Közép-afrikai Föderáció miniszterelnöke († 1991)
- január 23. – Jukava Hideki Nobel-díjas japán elméleti fizikus († 1981)
- február 1. – Hajnal Anna József Attila-díjas költő, († 1977)
- február 1. – Veress Sándor zeneszerző, zenepedagógus és népzenekutató († 1992)
- február 8. – Bay Béla vívó, edző, sportvezető († 1999)
- február 12. – Duronelly László vívómester, a magyar párbajtőrvívás egyik úttörője († 1955)
- március 1. – Barényi Béla mérnök, feltaláló († 1997)
- március 12. – Kilián György kommunista aktivista, aki a nemzetiszocialista Németország hadserege elleni harcokban vesztette életét Lengyelországban és ezzel a Kádár-korszak egyik legünnepeltebb partizánmártírjává vált († 1943)
- március 15. – Haraszty Árpád botanikus († 1987)
- március 17. – Körner József Kossuth- és Ybl Miklós-díjas építész († 1971)
- március 22. – James M. Gavin amerikai tábornok († 1990)
- április 13. – Rónai Pál brazíliai magyar műfordító, író, tanár († 1992)
- április 14. – François Duvalier haiti diktátor, politikus († 1971)
- április 15. – Nikolaas Tinbergen holland etológus és ornitológus, aki 1973-ban Karl von Frisch-sel és Konrad Lorenz-cel megosztva kapta a fiziológiai vagy orvostudományi Nobel-díjat az állatok egyéni és társasági viselkedésmintájának leírásáért († 1988)
- április 17. – Aczél György magyar származású festőművész, restaurátor († 1997)
- április 18. – Rózsa Miklós magyar származású amerikai filmzeneszerző († 1995)
- május 5. – Forgó László Kossuth-díjas magyar gépészmérnök, feltaláló, az MTA tagja († 1985)
- május 17. – Török János magyar állatorvos, egyetemi tanár († 1969)
- május 27. – Jesse Marcel, az Az Amerikai Egyesült Államok Légierejének őrnagya, a roswelli eset egyik szemtanúja († 1986)
- május 12. – Katharine Hepburn amerikai színésznő († 2003)
- május 17. – Dsida Jenő erdélyi magyar költő († 1938)
- május 17. – Elek Ilona magyar vívó († 1988)
- május 21. – Jászai Jolán magyar színésznő († 2008)
- május 22. – Laurence Olivier angol színész, rendező († 1989)
- május 26. – John Wayne amerikai színész († 1979)
- június 5. – Tegzes László magyar cserkészvezető, jogász, újságíró, országgyűlési képviselő († 1951)
- július 1. – Varlam Tyihonovics Salamov, komi (zürjén) származású orosz író. († 1982)
- július 6. – Frida Kahlo, egyéni hangú mexikói festőművész, közéleti szereplő, a 20. századi Mexikó emblematikus alakja († 1954)
- július 7. – Robert A. Heinlein amerikai sci-fi író († 1988)
- július 7. – Tisza László magyar származású amerikai fizikus († 2009)
- július 26. – Pelle István kétszeres olimpiai aranyérmes tornász († 1986)
- július 26. – Gertler Endre hegedűművész, tanár († 1998)
- július 27. – Borbereki-Kovács Zoltán festő- és szobrászművész († 1992)
- július 29. – Boldogfai Farkas Sándor szobrász († 1970)
- augusztus 6. – Heller László Kossuth-díjas gépészmérnök († 1980)
- augusztus 22. – Zichy Nándor sportrepülő, országgyűlési képviselő († 1994)
- szeptember 11. – Erdélyi Mici színésznő († 1995)
- szeptember 14. – Solomon Asch amerikai pszichológus († 1996)
- szeptember 26. – Radványi Géza, filmrendező († 1986)
- szeptember 28. – Turay Ida magyar színésznő († 1997)
- október 9. – Horst Wessel német nemzetiszocialista († 1930)
- október 9. – Jacques Tati francia színész, rendező, komikus († 1982)
- október 13. – Dajka Margit Kossuth-díjas színésznő († 1986)
- október 27. – Acsády Károly író, újságíró († 1962)
- október 30. – Ránki György magyar zeneszerző († 1992)
- október 30. – Alexander Gottfried Gode von Aesch, az Interlingva nyelv kidolgozója (egyes források szerint 1906-ban vagy 1904-ben is születhetett, ugyanezen a napon) († 1970)
- november 3. – Kessler Hubert magyar mérnök, hidrológus, barlangkutató († 1994)
- november 4. – Bartha Károly olimpiai bronzérmes úszó († 1991)
- november 13. - Szollás László világbajnok műkorcsolyázó, orvos († 1980)
- november 16. - Burgess Meredithamerikai színész († 1997)
- november 21. – Charles Korvin (Kárpáthy Korvin Géza), magyar nemzetiségű amerikai színész († 1998)
- november 28. – Alberto Moravia, olasz író († 1990)
- november 29. – Jankovich Ferenc, Kossuth-, Baumgarten- és József Attila-díjas magyar költő, író, műfordító († 1971)
- december 3. – Zsigmond László, Kossuth-díjas történész, akadémikus († 1992)
- december 7. – Ámos Imre, festőművész († 1944)
- december 7. – Kovács Károly Pál villamosmérnök, az MTA tagja, a magyar elektrotechnika kiemelkedő alakja († 1989)
- december 20. – Bárány István, olimpiai ezüstérmes, Európa-bajnok úszó, edző, sportvezető, szakíró († 1995)
- december 28. – Erich Mielke, keletnémet politikus, állambiztonsági miniszter († 2000)

## Halálozások
- január 29. – Storno Ferenc festőművész, építőművész, restaurátor, műgyűjtő (* 1820)
- február 2. – Dmitrij Ivanovics Mengyelejev, orosz kémikus (* 1834)
- február 20. – Henri Moissan, Nobel-díjas vegyész (* 1852)
- március 2. – Széchenyi Andor utazó (* 1865)
- április 3. – Tóth Béla újságíró, filológus, a magyar szállóige- és anekdotakincs kutatója (* 1857)
- április 9. – Savanyú Jóska vagy Savanyó Jóska híres bakonyi betyár volt (* 1841)
- május 2. - Forster Géza, magyar mezőgazdász, agrárpoltikus (* 1850)
- június 14. – Mechwart András, gépészmérnök (* 1834)
- július 1. – Doby Jenő rézmetsző, rézkarcoló, festőművész (* 1834)
- július 5. – Kuno Fischer, német filozófus (* 1824)
- július 27. – Figyelmessy Fülöp, honvédőrnagy, az amerikai polgárháborúban az északiak ezredese (* 1820) (* 1822)
- július 28. - Törley József, pezsgőgyáros, magyar iparmágnás (* 1858)
- július 31. – Károlyi István politikus, országgyűlési képviselő, az MTA tagja (* 1845)
- augusztus 15. – Joachim József, világhírű magyar hegedűművész (* 1831)
- szeptember 4. – Edvard Grieg, norvég zeneszerző és zongoraművész (* 1843)
- október 19. – Podmaniczky Frigyes báró magyar politikus, író, (* 1824)
- november 28. – Stanisław Wyspiański, lengyel festő, grafikus, költő és drámaíró (* 1869)
- december 5. – Dessewffy Sándor csanádi püspök (* 1834)

## Nobel-díjasok
- A Nobel-díjat a svéd Alfred Nobel alapította, 1901 óta adják át, melyet a Svéd Királyi Tudományos Akadémia ítél oda a tudomány, az irodalom és humanitárius területen kimagasló eredményt elért magánszemélyeknek, illetve intézményeknek.

| Fizikai            | Albert A. Michelson amerikai fizikus                                         |
| Kémiai             | Eduard Buchner német agronómus                                               |
| Orvosi-fiziológiai | Alphonse Laveran francia orvos                                               |
| Irodalmi           | Rudyard Kipling angol író                                                    |
| Béke               | Ernesto Teodoro Moneta olasz újságíró és Louis Renault francia jogász, tanár |